# Bürgermeister Abendroth
Koordinaten: 53° 32′ 26,9″ N, 8° 34′ 39,5″ O
Die Bürgermeister Abendroth ist ein 1909 unter dem Namen Eider in Dienst gestelltes deutsches Feuerschiff.

## Geschichte

### Dienstzeit
Die Bürgermeister Abendroth wurde 1908/1909 als Stationsschiff Eider auf der Eiderwerft in Tönning unter der Baunummer 89 gebaut und unterstand der Königlichen Wasserbauinspektion in Tönning. Die Herstellungskosten betrugen 300.000 Mark. Das als Schoner getakelte, stählerne Schiff ohne eigenen Maschinenantrieb wurde 1909 als Feuerschiff auf einer Position auf der inneren Außeneider eingesetzt. 
Im Ersten Weltkrieg wurde es als Kriegsfeuerschiff in der Nordsee eingesetzt, seit 1919 wieder auf der Eiderposition. Im Jahr 1927 erhielt es den Namen Bürgermeister Abendroth, benannt nach Amandus Augustus Abendroth, und diente als Reservefeuerschiff für die Positionen Elbe 2, 3 und 4. Später unterstand es dem Wasser- und Schifffahrtsamt Cuxhaven. Während des Zweiten Weltkrieges wurde es als Beobachtungsfahrzeug der Kriegsmarine in der Ostsee eingesetzt.
Als Leuchtfeuer und Lotsenstation war es bis 1966 auf der Position ELBE 3 im Dienst. Elbe 3 war eine Feuerschiffsposition nordwestlich Cuxhavens und nordöstlich der Insel Neuwerk in einem der Hauptschifffahrtswege der Deutschen Bucht. Nachfolger auf der Position war bis 1977 das Leuchtschiff Weser.
Als Segelschiff konnte die Elbe 3 notfalls auch mit einer Sturmbesegelung manövriert werden. Bestand das Leuchtfeuer zunächst noch aus Petroleumlampen, wurden 1930 ein Diesel-Generator und Akkumulatoren für die elektrische Befeuerung eingebaut. Dadurch konnten auch die von Hand betriebenen Nebelhörner ersetzt werden.
Das Stahldeck hat eine mittlerweile erneuerte Decksauflage aus Oregon Pine.
Zur Kommunikation mit dem Festland hatte das Schiff einen Taubenschlag an Bord. Bis zum Beginn des Ersten Weltkrieges wurden beim Tausch der Besatzung auch neue Brieftauben an Bord gebracht.

### Museumsschiff

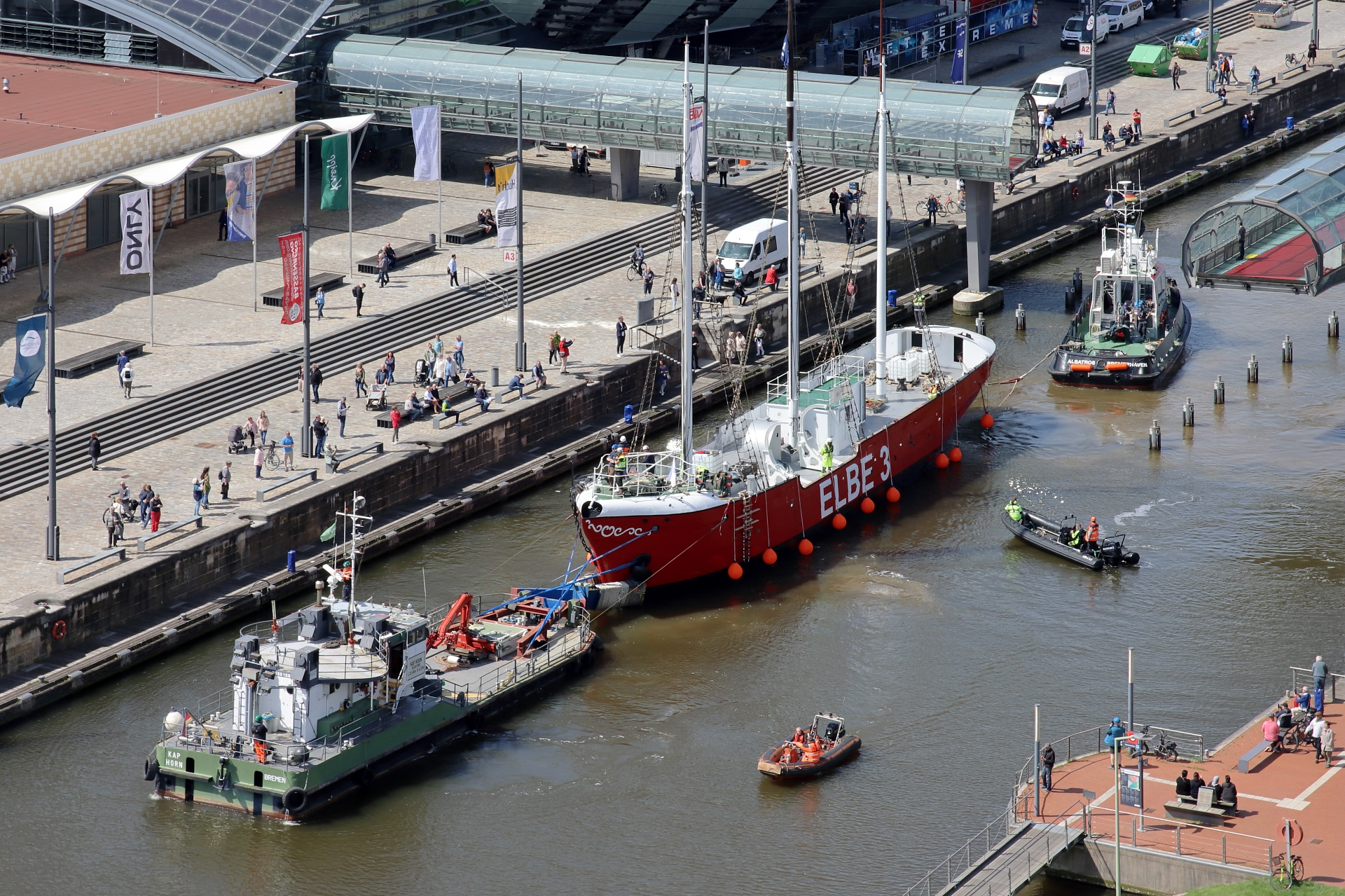
Rückkehr der Elbe 3 in den Alten Hafen nach Werftaufenthalt am 6. Mai 2024.

Seit 1967 liegt die Bürgermeister Abendroth im Hafen des Deutschen Schifffahrtsmuseum in Bremerhaven - Mitte. 
Museum und Museumsflotte wurde 2005 unter Bremer Denkmalschutz gestellt.
Am 25. Mai 2023 wurde die Elbe 3 für einen Werftaufenthalt in die Bredo Dry Docks im Fischereihafen II verholt. Für die anstehenden Überholungsarbeiten waren etwa drei Monate und eine Kostenvolumen von etwa 1,5 Mio. € kalkuliert. Im Laufe der Arbeiten wurde deutlich, dass am Unterwasserschiff deutlich mehr zu machen war. Verhandlungen zur Finanzierung und eine neue Ausschreibung verlängerten den Aufenthalt. Am Unterwasserschiff wurden letztlich etwa 60 t Stahl ausgetauscht. Die Kosten verdoppelten sich auf etwa 3 Mio. €. Am 6. Mai 2024 konnte die Bürgermeister Abendroth nach fast einjährigem Werftaufenthalt an ihren Liegeplatz im Museumshafen zurückkehren.
Das ehemalige Stationsschiff Eider wird noch heute meist nach seiner letzten Position als „(Feuerschiff) Elbe 3“ bezeichnet (53° 57′ 21″ N, 8° 37′ 20″ O). Es gibt ein weiteres Feuerschiff, das unter dem Namen Feuerschiff Elbe 3 bekannt ist: das ehemalige Leuchtschiff Weser.

## Andere Schiffe mit NamenBürgermeister Abendroth
Die erste Bürgermeister Abendroth war ebenfalls ein Feuerschiff, das 1899 von der H. Brandenburg-Werft in Steinwärder gebaut wurde. Es lag bis 1914 auf den Stationen Elbe 3 und Elbe 5. Ab 1918 diente es als Kriegsfeuerschiff für die Kaiserliche Marine in der Irbenstraße. Dabei strandete es am 22. November 1918 vor Windau und wurde 1919 vom lettischen Staat geborgen, nach Umbau zum 3-Mastschoner eingesetzt. Ab 1928 wird es wieder zum Feuerschiff umgebaut, in Laima (Laima, die Glücksgöttin) umbenannt und auf Station OVISI vor Lyserort ausgelegt. Nach dem Überfall auf die Sowjetunion zur deutschen Beute geworden, konfiszierten die Deutschen das Schiff. Beim Rückzug der Wehrmacht aus dem Baltikum musste es geschleppt werden und sank am 26. Dezember 1944 nordöstlich vor Swinemünde.